# Јован Миладиновић
Јован Миладиновић (Београд, 30. јануар 1939 — Београд, 11. септембар 1982) био је српски фудбалски тренер и играч.

## Спортска биографија
Од 1953. прошао је кроз све омладинске селекције београдског Партизана и међу првим талентима које је подигао тренер Флоријан Матекало 1957. дебитовао на прволигашкој сцени. Као одличан одбрамбени играч, највише на месту крилног халфа и центархалфа, за Партизан је одиграо укупно 271 утакмицу и постигао 64 гола. Освојио је и четири наслова југословенског првака: 1960/61, 1961/62, 1962/63 и 1964/65, уз један трофеј националног Купа: 1956/57.
Једну сезону је играо за немачки клуб 1. ФЦ Нирнберг (1966/1967), али је због болести одиграо само пет утакмица у Бундеслиги.
Са једним мечом за младе (1959), играо је 17 утакмица за југословенски тим. Дебитовао је 11. октобра 1959. против Мађарске (2:4) у Београду, а последњу утакмицу одиграо је 22. новембра 1964. против екипе СССР-а (1:1) у Београду. Играо је на финалном турниру Купа европских нација 1960. у Француској и на олимпијском турниру 1964.  у Јапану.
Прерана смрт затекла га је на функцији члана стручног штаба београдског Партизана, у коме је почео да ради 1974. године.

## Највећи успеси (као играч)

### Партизан
- Првенство Југославије (4) : 1960/61, 1961/62, 1962/63, 1964/65.
- Куп Југославије (1) : 1956/57.
- Куп европских шампиона : финале 1965/66.

## Играчка статистика у ФК Партизан
Статистика Јована Миладиновића са Партизановог званичног клупског сајта
| Такмичење                       | Број утакмица | Број голова |
| ------------------------------- | ------------- | ----------- |
| Првенствене                     | 120           | 12          |
| Интернационалне                 | 31            | 5           |
| Пријатељске                     | 83            | 40          |
| Куп Југославије                 | 17            | 5           |
| Куп европских шампиона          | 11            | 0           |
| Средњоевропски Куп              | 4             | 1           |
| Турнир у Вијаређу               | 4             | 1           |
| Интернационални куп "МУХАМЕД V" | 1             | 0           |
| Укупно                          | 271           | 64          |